# Kolovec
Kolovec este o localitate din comuna Domžale, Slovenia, cu o populație de 58 de locuitori.